# Anastassija Alexandrowna Schewtschenko
Anastassija Alexandrowna Schewtschenko (russisch Анастасия Александровна Шевченко, englisch Anastasiia Shevchenko; * 11. Juni 1999 in Omsk) ist eine russische Biathletin. Sie ist zweifache Juniorenweltmeisterin und vierfache Siegerin im IBU-Cup.

## Sportliche Laufbahn
Anastassija Schewtschenkos erste internationale Auftritte erfolgten beim Olympischen Jugendfestival 2017 im türkischen Erzurum, wo sie jeweils eine Gold-, Silber- und Bronzemedaille gewann und damit zu den erfolgreichsten Athletinnen zählte. Erneut auf sich aufmerksam machte sie bei den Juniorenweltmeisterschaften 2018, wo sie im Einzel hinter Elvira Öberg die Silbermedaille gewann. Nach zwei Auftritten im IBU-Junior-Cup im Folgewinter nahm die Russin erst 2020 wieder an den Juniorenweltmeisterschaften teil. Dabei siegte sie teils überlegen sowohl im Sprint als auch in der Verfolgung und sicherte sich zudem Silber mit der Staffel. Den Abschluss der Saison bildeten die Junioreneuropameisterschaften 2020, bei denen Schewtschenko Bronze im Sprint ergatterte.
Zu Beginn der Saison 2020/21 war Schewtschenko erstmals Teil der IBU-Cup-Mannschaft und erzielte sofort große Erfolge. In ihren ersten zwei Sprintrennen am Arber lief sie jeweils aufs Podest und musste sich ihren Landsfrauen Tatjana Akimowa und Walerija Wasnezowa geschlagen geben, den Staffelwettkampf konnte die Russin zusammen mit Wasnezowa, Akimowa und Anastassija Gorejewa für sich entscheiden. Erstmals nahm Schewtschenko in Duszniki-Zdrój an Europameisterschaften teil und gewann auf Anhieb die Bronzemedaille im Sprint, wobei sie im Ziel gut zehn Sekunden Rückstand auf die Siegerin Baiba Bendika aufzuweisen hatte. Die hervorragende Saison, die sie schlussendlich als Fünfte der Gesamtwertung beendete, krönte Schewtschenko mit ihrem ersten Weltcupstart in Östersund, der mit Rang 53 im Sprint und dem gleichbedeutenden Erreichen des Verfolgungswettkampfs endete. Im Rahmen der Sommerbiathlon-Weltmeisterschaften 2021 bestritt die Russin schließlich ihre letzten Wettkämpfe auf Juniorenebene und gewann im Sprint- und Verfolgungsrennen die Goldmedaille. Im Winter 2021/22 konnte sie mit den Sprints von Sjusjøen und Obertilliach ihre ersten beiden Individualwettkämpfe im IBU-Cup für sich entscheiden, mit Anastassija Gorejewa, Nikita Porschnew und Maxim Zwetkow gelang ihr außerdem ein weiterer Staffelsieg. In Oberhof und Ruhpolding bekam Schewtschenko daraufhin Weltcupeinsätze und verpasste im Verfolgungswettkampf von Ruhpolding als 41. ihren ersten Weltcuppunkt nur knapp. Bei den Europameisterschaften erreichte sie in den Individualbewerben die Top 10 nicht.
Da die russischen Athleten im Winter 2022/23 nicht bei IBU-Wettkämpfen startberechtigt waren, lief Schewtschenko im für die ausgeschlossenen Nationen neu erschaffenen Commonwealth Cup. Dort erzielte sie fünf Podestplätze, konnte bei der letzten Etappe in Tjumen das Verfolgungsrennen für sich entscheiden und schloss die Saison als Siebte der Gesamtwertung ab. Bei den russischen Meisterschaften gewann sie als Vertreterin der Oblast Swerdlowsk die Goldmedaille mit der Damenstaffel, sowie, hinter Larissa Kuklina, Silber im Einzel. Im Winter 2023/24 erzielte die Russin zwar nur einen Podestplatz, lieferte aber konstante Leistungen ab und schloss die Saison so als Sechstplatzierte der Rangliste ab. Zu Beginn der Folgesaison gelang ihr in Krasnojarsk der Triumph im Verfolgungsrennen, weitere gute Ergebnisse führten zum siebten Endrang der Gesamtwertung.

## Persönliches
Schewtschenko zog als Juniorin von Omsk nach Jekaterinburg, wo sie auch heute lebt. Ihr Bruder ist der ehemalige Biathlet und nationale Meister Alexei Schewtschenko, auch ihre Schwester Natalja ist im selben Sport aktiv. Seit September 2023 ist sie verheiratet.

## Statistiken

### Weltcupplatzierungen
Die Tabelle zeigt alle Platzierungen (je nach Austragungsjahr einschließlich Olympische Spiele und Weltmeisterschaften).
- 1.–3. Platz: Anzahl der Podiumsplatzierungen
- Top 10: Anzahl der Platzierungen unter den ersten zehn (einschließlich Podium)
- Punkteränge: Anzahl der Platzierungen innerhalb der Punkteränge (einschließlich Podium und Top 10)
- Starts: Anzahl gelaufener Rennen in der jeweiligen Disziplin
- Staffel: inklusive Mixed- und Single-Mixed-Staffeln

| Platzierung               | Einzel | Sprint | Verfolgung | Massenstart | Staffel | Gesamt |
| ------------------------- | ------ | ------ | ---------- | ----------- | ------- | ------ |
| 1. Platz                  |        |        |            |             |         |        |
| 2. Platz                  |        |        |            |             |         |        |
| 3. Platz                  |        |        |            |             |         |        |
| Top 10                    |        |        |            |             |         |        |
| Punkteränge               |        |        |            |             |         |        |
| Starts                    |        | 3      | 2          |             |         | 5      |
| Stand: Saisonende 2021/22 |        |        |            |             |         |        |

### Jugend-/Juniorenweltmeisterschaften
Schewtschenko nahm bis 2018 an den Jugend-, ab 2020 an den Juniorenwettkämpfen teil.
| Weltmeisterschaften | Weltmeisterschaften | Einzelwettbewerbe | Einzelwettbewerbe | Einzelwettbewerbe | Damenstaffel |
| Jahr                | Ort                 | Einzel            | Sprint            | Verfolgung        | Damenstaffel |
| ------------------- | ------------------- | ----------------- | ----------------- | ----------------- | ------------ |
| 2018                | Otepää              | 2.                | 23.               | 7.                | 4.           |
| 2020                | Lenzerheide         | 4.                | 1.                | 1.                | 2.           |
| 2021                | Obertilliach        | 6.                | 51.               | 29.               | 4.           |

### IBU-Cup-Siege
| Nr. | Datum         | Ort          | Disziplin      |
| --- | ------------- | ------------ | -------------- |
| 1.  | 17. Jan. 2021 | Arber        | Staffel 1      |
| 2.  | 3. Dez. 2021  | Sjusjøen     | Sprint         |
| 3.  | 18. Dez. 2021 | Obertilliach | Sprint         |
| 4.  | 19. Dez. 2021 | Obertilliach | Mixedstaffel 2 |